# عبدالعزیز الرنتیسی
عبدالعزیز رنتیسی (۲۳ اکتبر ۱۹۴۷ – ۱۷ آوریل ۲۰۰۴)، رهبر وقت جنبش مقاومت اسلامی حماس بود.

## زندگی
«عبدالعزیز علی عبدالحفیظ الرنتیسی» در ۲۳ اکتبر ۱۹۴۷ در روستای یبنا به دنیا آمد.
پس از جنگ ۱۹۴۸ ۶ ماهه بود خانواده‌اش به نوار غزه پناه برده و در اردوگاه آوارگان خان یونس ساکن شدند.

## تحصیلات
در سن شش سالگی وارد مدرسه الوکاله الغوث (نمایندگی سازمان ملل در کمک به آوارگان) شد. او در حالی که ۶ ساله بود به خاطر شرایط نامساعد اقتصادی و جهت تأمین معیشت خانوادهُ پرجمعیت خود مجبور می‌شود، کار کند.
در ۱۹۶۵ دورهٔ دبیرستان را با رتبهٔ ممتاز به پایان رساند و جهت ادامهٔ تحصیل راهی اسکندریه شد و به تحصیل پزشکی در دانشگاه اسکندریه پرداخت.
در سال ۱۹۷۲ با برتری و موفقیت تحصیلات دانشگاهی را به اتمام رساند و به غزه برگشت. بعد از دو سال اقامت در غزه جهت گذراندن دوره فوق لیسانس به اسکندریه بازگشت. در سال ۱۹۷۶ دوباره به غزه برگشته و به شغل طبابت در بیمارستان ناصر (مرکز اصلی پزشکی خان یونس) پرداخت.

## حماس
رنتیسی در سال ۱۹۸۷ همراه با فعالان حرکت اسلامی در نوار غزه سازمان جنبش مقاومت اسلامی «حماس» را تأسیس کرد.

### پیشینه
رنتیسی یکی از هفت رهبر جنبش اخوان‌المسلمین در نوار غزه بود.
زمانی که حادثهٔ تصادف اتومبیل حامل کارگران فلسطینی با خودرو اسرائیلی پیش آمد که به کشته شدن یک تبعهٔ اسرائیلی و مجروح شدن فلسطینی‌ها منجر شد. در پی این حادثه یک راهپیمایی در منطقهٔ جبالیا به راه افتاد که به کشته شدن یک نفر و مجروح شدن تعدادی از شرکت‌کنندگان در این راهپیمایی انجامید.

### تأسیس
رهبران اخوان‌المسلمین و در رأس آنان رنتیسی در پی این حادثه گرد هم آمدند و در نوار غزه موضوع را بررسی کردند و تصمیماتی اتخاذ کردند. این تصمیم در شب ۹ دسامبر ۱۹۸۷ گرفته شد و در پی آن موجودیت جنبش مقاومت اسلامی اعلام شد و اولین اعلامیهٔ آن با امضای ح. م. س صادر شد.

## دستگیری‌ها و تبعید
او اولین رهبر جنبش حماس بود که پس از آغاز انتفاضهٔ اول فلسطین در ۹ دسامبر ۱۹۸۷ دستگیر شد.
نیمه‌شب جمعه ۱۵ ژانویهٔ ۱۹۸۸ سربازان اسرائیلی منزل رنتیسی را محاصره کردند. برخی از سربازان از دیوار منزل وی بالا رفتند و تعدادی دیگر مشغول شکستن در خارجی منزل او شدند. وی نهایتاً دستگیر و در پی آن به مدت ۲۱ روز زندانی شد.
او در تاریخ ۱۸ مه ۱۹۸۹، مجدداً دستگیر و به مدت ۳ سال در زندان‌های اسرائیل زندانی شد. اتهام او مشارکت در تأسیس و رهبری حماس و پی‌ریزی اولین منشور انتفاضه بود.
درحالی‌که در تحقیقات چیزی ثابت نشد ولی وی را به توطئه محکوم کردند تا این‌که در ۴ سپتامبر ۱۹۹۰ آزاد شد و تنها پس از ۱۰۰ روز مجدداً در تاریخ ۱۴ دسامبر همان سال دستگیر شد و یک سال تمام را در زندان گذراند.
رنتیسی ۴ بار به زندان‌های دولت خودگردان راه یافت. که آخرین بار به مدت ۲۱ ماه به دلیل درخواست شناسایی و کشف قاتلان محی‌الدین شریف در مارس ۱۹۹۸ در زندان بود.
او در ۱۷ دسامبر ۱۹۹۲ به همراه ۴۰۰ تن از فعالان و اعضای کادر جنبش حماس و جهاد اسلامی به جنوب لبنان تبعید شد. در آنجا به عنوان سخنگوی رسمی تبعیدی‌ها در اردوگاه العودة در منطقهٔ مرج‌الذهور ظاهر شد تا نیروهای اسرائیل را به بازگرداندن آنان وادار کند و موضع رد و مخالفت خود با قرار تبعید را به گوش آن‌ها برساند.
او بلافاصله پس از بازگشت از مرج‌الذهور به دست نیروهای اسرائیل دستگیر و توسط یک دادگاه نظامی اسرائیلی به زندان محکوم و تا اواسط سال ۱۹۹۷ در زندان به‌سر برد.

## ترور
پس از ترور احمد یاسین رهبر حماس به دست نیروهای اسرائیل، رهبری حماس در درون جنبش به رنتیسی سپرده شد.
درحالی‌که رنتیسی تنها ۲۶ روز پس از احمد یاسین رهبری حماس را بر عهده داشت، در شب شنبه ۷ آوریل ۲۰۰۴، خودروی او را در خیابان جلاء در منطقهٔ الغفری در شمال غزه به‌وسیلهٔ موشک هلفایر شلیک‌شده از بالگرد جنگندهٔ آپاچی متعلق به نیروی هوایی اسرائیل مورد هدف قرار گرفته و رنتیسی به همراه فرزند و محافظش در سن ۵۷ سالگی ترور شد.

## مشاغل
- عضویت در شورای اداری مجمع اسلامی
- عضو جمعیت پزشکان عرب در نوار غزه
- عضو هلال فلسطین
- تدریس در دانشگاه اسلامی شهر غزه، از زمان افتتاح آن در سال ۱۹۷۸